# 다카베 아키라
다카베 아키라(일본어: 高部 聖, 1982년 5월 9일 ~ )는 일본의 전 축구 선수이다.

## 구단 경력
과거 도쿄 베르디에서 활동하였다.